# Wojciech Kapinos
Wojciech Kapinos (ur. ok. 1545, zm. po 1610 we Lwowie) – architekt włoskiego pochodzenia pracujący we Lwowie. Znany również jako Albert (Albertus) Murator.

## Życiorys
Był urodzonym we Lwowie synem włoskiego architekta nazywanego Feliksem Trębaczem, który nadzorował budowę fundamentów Wieży Korniakta. Pierwszy zapis o Wojciechu Kapinosie pochodzi z akt miejski i jest datowany na 1582, dzięki protekcji Henryka Horsta został wówczas przyjęty do cechu budowniczych. Trzy lata później otrzymał prawa obywatela miasta Lwowa "ius civile", był wówczas cechmistrzem. W 1595 razem z mężem swojej córki Elżbiety - Pawłem Rzymianinem przebudował stojącą przy lwowskim Rynku kamienicę Korniakta, została ona rozebrana w 1750, na jej miejscu stoi kamienica numer 29. Pomiędzy 1597 a 1610 zgodnie z ugodą zawartą 7 października 1598 z Bractwem Stauropigialnym wspólnie z Pawłem Rzymianinem zbudował Cerkiew Wołoską, Kapinos miał nie pobierać oddzielnego wynagrodzenia. Paweł Rzymianin otrzymując każde dwa złote miał się z nim dzielić wynagrodzeniem. Rzymianin po roku opuścił budowę. Ok. 1602 wspólnie z Andrzejem Bemerem rozpoczęli budowę wieży (baszty) przy Furcie Jezuickiej, ukończył ją w późniejszych latach Ambroży Nutclauss. W 1610 był wymieniany jako jeden z budowniczych lwowskich, który posiada własny zakład budowlany.